# E·K·G
E·K·G al patrulea album de studio al cântăreței poloneze Edyta Górniak. Acesta a fost lansat doar în Polonia.
A fost primit album lansat după încheierea contractului cu EMI Music. Edyta a scris versurile pentru "Cygańskie serce", "Błękit myśli", precum și pentru adaptarea în limba poloneză a melodiei "I Surrender" de la Celine Dion, intitulată "List". Albumul a primit certificat de aur în data de 19 noiembrie 2007 pentru 15.000 de exemplare vândute, iar pe 5 decembrie 2007 a fost certificat cu platină, pentru vânzări de peste 45.0000 de exemplare.

## Ordinea pieselor pe album
1. Dziękuję Ci (4:41)
2. Cygańskie serce (3:44)
3. To, co najlepsze (4:06)
4. Loving You (4:27)
5. Nie wierzyć nie mam sił (4:00)
6. Aleja gwiazd (4:11)
7. Love Is a Lonely Game (3:53)
8. Another Love Song (3:48)
9. Błękit myśli (4:24)
10. List (4:31)
11. Ready 4 Love (5:26)

## Single-uri promo
- Loving You (2006)
- List (2007)
- Dziękuję Ci (2008)

## Videoclipuri
- List